# 髙橋泉
髙橋 泉（たかはし いずみ、1973年11月1日 - ）は、日本の脚本家、映画監督。埼玉県出身。

## 経歴
2001年より廣末哲万とともに、映像ユニット「群青いろ」を結成。デビュー作『ある朝スウプは』（2003年）で日本映画監督協会新人賞およびぴあフィルムフェスティバル2004のPFFアワード・グランプリ及び第23回バンクーバー国際映画祭のドラゴン＆タイガー・ヤングシネマ賞を受賞。

## 受賞歴
- 日本映画監督協会新人賞、ぴあフィルムフェスティバル2004PFFアワード・グランプリ、第23回バンクーバー国際映画祭のドラゴン＆タイガー・ヤングシネマ賞（『ある朝スウプは』）
- 芸術選奨新人賞、ロッテルダム国際映画祭NETPAC賞（最優秀アジア映画賞）（『14歳』、廣末哲万と共同）
- 第37回日本アカデミー賞 優秀脚本賞（『凶悪』白石和彌と共同）[1]

## 主な作品
特記のないものは脚本のみ担当。

### 映画
- ある朝スウプは（2005年7月30日、ぴあ=ユーロスペース） - 監督/脚本/撮影/編集/出演
- 阿佐ヶ谷ベルボーイズ（2005年8月27日、群青いろ） - 脚本/撮影/出演
- 鼻唄泥棒（2005年）
- 親指さがし（2006年8月26日、ザナドゥー）
- 14歳（2007年5月19日、ぴあ）
- むすんでひらいて（2007年） - 監督/脚本
- 夕日向におちるこえ（2007年）
- 東京都、レイアウト。（2008年）- 監督/脚本/撮影/編集
- FIT（2010年） - 脚本協力
- ソラニン（2010年4月3日、アスミック・エース）
- ロストパラダイス・イン・トーキョー（2010年9月18日、SPOTTED PRODUCTIONS）
- ランウェイ☆ビート（2011年3月19日、松竹）
- LOVE まさお君が行く!（2012年6月23日、松竹）
- あたしは世界なんかじゃないから（2012年） - 監督
- あした家族（2013年）
- 100回泣くこと（2013年6月22日、ショウゲート）
- 凶悪（2013年9月21日、日活） - 共同脚本
- ダリー・マルサン（2014年） - 監督/脚本
- ズタボロ（2015年5月9日、東映）
- シマウマ（2016年5月21日、ファントム・フィルム）[2]
- 秘密 THE TOP SECRET（2016年8月6日、松竹） - 共同脚本
- ミュージアム（2016年11月12日、ワーナー・ブラザース映画） - 共同脚本
- トリガール!（2017年9月1日、ショウゲート）
- サニー/32（2018年2月17日、日活）
- 坂道のアポロン（2018年3月10日、東宝=アスミック・エース）
- ごっこ（2018年10月20日、パル企画）
- スタートアップ・ガールズ（2019年9月6日、プレシディオ）[3]
- ひとよ（2019年11月8日、日活）[4]
- 羊とオオカミの恋と殺人（2019年11月29日、プレシディオ）
- 朝が来る（2020年10月23日、キノフィルムズ=木下グループ） - 共同脚本
- 記憶の技法（2020年11月27日、KAZUMO）
- 東京リベンジャーズ（2021年7月9日、ワーナー・ブラザース映画）
- 東京リベンジャーズ2 血のハロウィン編 -運命-（2023年4月21日、ワーナー・ブラザース映画）
- 東京リベンジャーズ2 血のハロウィン編 -決戦-（2023年6月30日、ワーナー・ブラザース映画）

### テレビドラマ
- ドラマW ビート（2011年、WOWOW）
- ミッドナイト☆ドラマ 人間昆虫記（2011年、WOWOW） - 監督/脚本
- 青山ワンセグ開発 メタロー きおくころころ（2012年、NHKワンセグ2） - 原作
- 青山ワンセグ開発 三つの告白（2013年、NHKワンセグ2）
- 連続ドラマW かなたの子（2013年、WOWOW）
- オトナグリム（2014年、フジテレビ） - 脚本協力
- 女はそれを許さない（2014年、TBS）
- 連続ドラマW 夢を与える（2015年、WOWOW）
- プリンセスメゾン（2016年、NHK BSプレミアム）
- わにとかげぎす（2017年、TBS）
- 僕はどこから（2020年、テレビ東京）
- ドラマスペシャル 不協和音 炎の刑事 VS 氷の検事（2020年、テレビ朝日）
- 警視庁アウトサイダー（2023年 、テレビ朝日）
- 黄金の刻〜服部金太郎物語〜（2024年、テレビ朝日）
- 私をもらって 〜恋路編〜（2024年、日本テレビ / Hulu配信）
- PJ 〜航空救難団〜（2025年、テレビ朝日）

### 配信ドラマ
- フジコ（2015年、Hulu / J:COM）
- サクラ咲く（2016年、NOTTV）
- 中3、冬、逃亡中。（2020年、ひかりTVチャンネル+） - 監督/脚本
- 仮面ライダーBLACK SUN（2022年、Amazon Prime Video）[5]

### ケータイドラマ
- 魔法のiらんど 呪われた学校（2008年）
- 魔法のiらんど Re：涙雨、（2009年）
- 魔法のiらんど MARIA（2010年） - 監督/脚本